# Malangcuo
Malangcuo (kinesiska: 麻郎错乡, 麻郎错) är en socken i Kina. Den ligger i provinsen Sichuan, i den sydvästra delen av landet, omkring 300 kilometer väster om provinshuvudstaden Chengdu. Antalet invånare är 1 838. Befolkningen består av 849 kvinnor och 989 män. Barn under 15 år utgör 25,0 %, vuxna 15-64 år 68 %, och äldre över 65 år 5,0 %.
Genomsnittlig årsnederbörd är 1 202 millimeter. Den regnigaste månaden är juni, med i genomsnitt 279 mm nederbörd, och den torraste är december, med 4 mm nederbörd.